# 彭州市
彭州市位于中华人民共和国四川省中部，是成都市下辖的一个县级市，位于成都西北36公里，面积1420平方公里，人口78.04万人，市人民政府駐天彭街道。

## 历史
唐武则天垂拱二年（686年）分益州九陇、导江、唐昌、濛阳四县置彭州，因天彭阙为名；一说为古彭国地。明洪武十年（1377年）降彭州始名彭县。清初并入新繁县，后复彭县。1993年设县级彭州市。
2008年5月12日的汶川大地震，引發山区道路阻断，小鱼洞大桥倒塌，约10万居民被堵在山中，救灾人员和物资无法运入。

## 人口
2020年末，根據全國第七次人口普查統計數據顯示：全市常住人口为780399人。

## 经济

### 农业
彭州菠菜和芹菜久负盛名，其中菠菜90年代曾大量出口日本。在北方大棚蔬菜没有推广开来之时，彭州也曾作为北方冬季蔬菜的主要供应产地之一。彭州大蒜为中国地理标志产品。
彭州是全国五大商品蔬菜基地之一、“中国蔬菜十强县”，拥有中国西部最大的蔬菜批发市场。蔬菜生产颇具规模，已形成隆丰大蒜、三界莴笋、利安花菜、九尺大棚等各具特色的蔬菜生产基地和一村一品、一户一专的蔬菜生产格局。彭州也在为新的起点迈进，家纺服装城，西部地区领导品牌，打造彭州新一个亮点。
彭州蔬菜有14个大类200多个品种，常年种植65万亩左右，产量15亿公斤以上，蔬菜加工企业268家，蔬菜及其制品销往全国30个省、市、自治区。

## 行政区划
彭州市下辖4个街道办事处、9个镇：
天彭街道、隆丰街道、濛阳街道、致和街道、龙门山镇、丽春镇、九尺镇、通济镇、丹景山镇、敖平镇、桂花镇、白鹿镇和葛仙山镇。

## 交通
- 350国道过境。

## 文化

### 宗教
彭州市有佛教、道教、天主教、基督教、伊斯兰教5种宗教。其中道教圣地阳平观是中国早期道教发源地，阳平治是为张道陵创建“二十四治”之“首治”；葛仙山也是重要的道教中心（第五治）。位于白鹿镇的领报修院（即上书院）曾是四川省天主教主要的神学院，为欧洲中世纪风格建筑，全国重点文物保护单位。（已在512地震中倒塌） 1918年以前，主教座堂也曾长期设在彭县。

## 旅游
龙门山国家地质公园、白水河国家森林公园、九峰山、丹景山、领报修院、银厂沟、正觉寺塔、阳平观（道教中央教区）、莲花湖水库、白鹿法式风情小镇、东大塞纳湖、宝山风景区和葛仙山风景区等。

## 特产
- 军屯锅盔：四川文明四海的军屯锅盔产自彭州军屯镇，相传军屯是当年蜀军屯军之处，由张飞领军。张飞不善烹饪，有一次烙饼烙糊了，战场上却意外地帮自己抵挡住了一次攻击，由此得名锅烙铁“盔”。
- 九尺板鸭：九尺特产板鸭，色香味美。但是和其他板鸭区别不是很大，流传不太广。
- 彭州柚：酸。
- 彭州牡丹：古时从洛阳引进的牡丹，及其漂亮且多，彭州园和丹景山有很多牡丹花。
- 九尺鹅肠。
- 彭州茶叶：根据茶经陆羽的描述，剑南茶以彭州上，绵州、蜀州次，邛州次，雅州、泸州下，眉州、汉州又下  陆羽所描述的彭州即今日成都市西北部，距离成都市区约38公里处。

敖平镇以药材川芎闻名。